# Harold de Riemer Morgan
Harold de Riemer Morgan, britanski general, * 1888, † 1964.